# Helmut van Thiel
Helmut van Thiel (* 28. September 1932 in Essen; † 19. Oktober 2014 in Köln) war ein deutscher Klassischer Philologe, der an der Universität zu Köln tätig war. Er war Spezialist für die Textkritik und Überlieferungsgeschichte des antiken Romans und der homerischen Epen Ilias und Odyssee.

## Leben
Helmut van Thiel studierte Klassische Philologie und Archäologie an den Universitäten in Köln, Hamburg, Tübingen, Athen und Rom. Am 27. Februar 1959 wurde er in Köln zum Dr. phil. promoviert. Anschließend erhielt er für das Jahr 1960/61 das Reisestipendium des Deutschen Archäologischen Instituts und unternahm ausgedehnte Forschungs- und Bildungsreisen im Mittelmeerraum, die er mit weiteren Stipendien um zwei Jahre verlängerte.
Nach seiner Rückkehr arbeitete van Thiel am Institut für Altertumskunde in Köln. Er veröffentlichte damals zusammen mit Reinhold Merkelbach griechische und lateinische Lesehefte zur Einführung in die Paläographie und Textkritik (1965 und 1969). 1969 habilitierte er sich für Klassische Philologie und wurde 1970 zum außerplanmäßigen Professor ernannt, später zum Wissenschaftlichen Rat und Professor. 1998 trat er in den Ruhestand, blieb aber dem Institut weiterhin verbunden. Er starb am 25. Oktober 2014.

## Wissenschaftliche Leistung
In seiner wissenschaftlichen Arbeit beschäftigte sich van Thiel sein Leben lang mit der Textkritik und Überlieferungsgeschichte der antiken Texte. Seine Forschungsschwerpunkte waren antike Romane und die homerischen Epen. Bereits in seiner Dissertation (Die Rezension λ des Pseudo-Kallisthenes) untersuchte er die Überlieferungsgeschichte einer Version des griechischen Alexanderromans. Seine Ergebnisse flossen später in seine zweisprachige Ausgabe dieses Romans, die 1974 erschien (2. Auflage 1982). In seiner Habilitationsschrift beschäftigte er sich mit dem griechischen Eselsroman, der unter dem Titel Lukios, oder: Der Esel im Corpus des Sophisten Lukian überliefert ist. Seine textkritischen Untersuchungen dazu sowie die Textausgabe erschienen 1971/72 in der Reihe Zetemata. Gleichzeitig veröffentlichte er 1971 eine eingehende Studie zur Überlieferung und Rekonstruktion von Petrons Satyricon, einem lückenhaft überlieferten lateinischen Roman.
Ab den 1980er Jahren konzentrierte van Thiel seine Studien auf die Textkritik und Überlieferungsgeschichte der homerischen Epen Ilias und Odyssee, bei denen er den Standpunkt der Neoanalyse einnahm. Er ging davon aus, dass in den homerischen Epen zahlreiche Kleindichtungen verschiedener Dichter verarbeitet seien, die durch mehrere Redaktionsstufen den überlieferten Text ergaben. Dementsprechend nannte van Thiel seine ersten Monografien zu diesem Thema Iliaden und Ilias (1982) bzw. Odysseen (1988). Nach kritischen Editionen der Odyssee (1991) und der Ilias (1996) in Buchform ging er dazu über, seine Forschungsergebnisse im Internet zu veröffentlichen, um sie dort der Allgemeinheit zur Verfügung zu stellen und kontinuierlich überarbeiten beziehungsweise korrigieren zu können. Als Erstes erschienen 2000 seine Ausgaben der D-Scholien zur Ilias und homerpur, die den kompletten Text der Ilias und der Odyssee ohne textkritische Anmerkungen, Satzzeichen und diakritische Zeichen enthält. 2002 folgten die Lexeis Homerikai („homerische Wörter“), ein alphabetisch sortiertes Verzeichnis der Worterklärungen der D-Scholien. 2014 veröffentlichte er eine erweiterte und verbesserte Ausgabe der D-Scholien.
Eines seiner letzten Forschungsprojekte war eine Sammlung der kritisch-exegetischen Anmerkungen zum Homertext, die von den alexandrinischen Philologen Aristarch, Aristophanes von Byzanz, Demetrios Ixion und Zenodot überliefert sind. Er schloss das von 1995 bis 2007 mit Mitteln der Deutschen Forschungsgemeinschaft geförderte Projekt mit einer vierbändigen Edition ab, die 2014 im Verlag Walter de Gruyter erschien.

## Schriften (Auswahl)
- Die Rezension λ des Pseudo-Kallisthenes. Bonn 1959 (Dissertation)
- mit Reinhold Merkelbach: Griechisches Leseheft zur Einführung in Paläographie und Textkritik. Göttingen 1965 (Studienhefte zur Altertumswissenschaft 10)
- Lateinisches Leseheft zur Einführung in Paläographie und Textkritik. Göttingen 1969 (Studienhefte zur Altertumswissenschaft 13)
- Der Eselsroman. Teil: 1. Untersuchungen. München 1971 (Zetemata 54,1; Habilitationsschrift)
- Petron. Überlieferung und Rekonstruktion. Leiden 1971 (Mnemosyne Supplement 20)
- Der Eselsroman. Teil: 2. Synoptische Ausgabe. München 1972 (Zetemata 54,2)
- Mittellateinische Texte. Ein Handschriften-Lesebuch. Göttingen 1972 (Studienhefte zur Altertumswissenschaft 14)
- Abenteuer eines Esels oder die Verwandlung des Lukios. Der griechische Eselsroman. Rekonstruiert, übersetzt, erläutert von Helmut van Thiel. München 1972 (Tusculum-Schriften)
- Leben und Taten Alexanders von Makedonien. Der griechische Alexanderroman nach der Handschrift L. Darmstadt 1974. 2., durchgesehene und ergänzte Auflage 1983
- Iliaden und Ilias. Basel/Stuttgart 1982
- Odysseen. Basel 1988
- Homeri Odyssea. Recognovit Helmut van Thiel. Hildesheim/Zürich/New York 1991 (Bibliotheca Weidmanniana 1)
- Homeri Ilias. Recognovit Helmut van Thiel. Hildesheim/Zürich/New York 1996 (Bibliotheca Weidmanniana 2). 2., überarbeitete Auflage 2010
- Homers Odysseen. Erschlossen, übersetzt und erläutert von Helmut van Thiel. Berlin/Münster 2009
- Homers Iliaden. Erschlossen, übersetzt und erläutert von Helmut van Thiel. Berlin/Münster 2009
- Aristarch, Aristophanes Byzantios, Demetrios Ixion, Zenodot. Fragmente zur Ilias. Gesammelt, neu herausgegeben und kommentiert von Helmut van Thiel. 4 Bände, Berlin/Boston 2014. ISBN 978-3-11-034314-4
  - Band 1: Einleitung, Ausgabe und Kommentar Buch Α bis Η
  - Band 2: Ausgabe und Kommentar Buch Θ bis Ο
  - Band 3: Ausgabe und Kommentar Buch Π bis Ω
  - Band 4: Register